# Кумьязинский сельсовет
Кумьязинский сельсове́т — упразднённая в 2008 году административно-территориальная единица и сельское поселение (тип муниципального образования) в составе Балтачевского района. Почтовый индекс — 452987. Код ОКАТО — 80208812000. Объединён с сельским поселением Старобалтачевский сельсовет. Образован в 1989 году.

## Состав сельсовета
деревни Кумьязы — административный центр, Староиликеево, Туктаево

## История
В 1989 году из Старобалтачевского сельсовета был выделен Кумьязинский сельсовет с тремя н.п..
Указ Президиума ВС Башкирской АССР от 27.09.1989 N 6-2/329 «Об образовании Кумьязинского сельсовета в Балтачевском районе» гласил:

1. Образовать в Балтачевском районе Кумьязинский сельсовет с административным центром в деревне Кумьязы.
2. Включить в состав Кумьязинского сельсовета деревни Кумьязы, Староиликеево, Тактаево, исключив их из Старобалтачевского сельсовета.

3. Установить границу Кумьязинского сельсовета согласно представленной схематической карте.
В 2008 году произошло возвращение в Старобалтачевский сельсовет Кумьязинского, с теми же тремя н.п.
Закон Республики Башкортостан от 19.11.2008 N 49-з «Об изменениях в административно-территориальном устройстве Республики Башкортостан в связи с объединением отдельных сельсоветов и передачей населённых пунктов», ст.1 п.8) а)гласил:

 "Внести следующие изменения в административно-территориальное устройство Республики Башкортостан:
 объединить Старобалтачевский и Кумьязинский сельсоветы с сохранением наименования «Старобалтачевский» с административным центром в селе Старобалтачево.
Включить деревни Кумьязы, Староиликеево, Туктаево Кумьязинского сельсовета в состав Старобалтачевского сельсовета.

Утвердить границы Старобалтачевского сельсовета согласно представленной схематической карте.

Исключить из учётных данных Кумьязинский сельсовет
На 2008 год граничил с муниципальными образованиями: («Закон Республики Башкортостан от 17.12.2004 N 126-з (ред. от 19.11.2008) „О границах, статусе и административных центрах муниципальных образований в Республике Башкортостан“»).